# Perfil (álbum de Lenine)
Perfil é a primeira coletânea musical do cantor e compositor brasileiro Lenine, lançado em 2009 pela Som Livre. A coletânea possui canções dos álbuns O Dia em Que Faremos Contato, Na Pressão, Falange Canibal, In Cité e Labiata.

## Lista de faixas
| N.º            | Título                                                           | Compositor(es)                  | Duração  |  |
| 1.             | "Jack Soul Brasileiro" (de Na Pressão)                           | Lenine                          | 4:04     |  |
| 2.             | "Paciência" (de Na Pressão)                                      | Lenine, Dudu Falcão             | 4:44     |  |
| 3.             | "A Rede" (de Na Pressão)                                         | Lenine                          | 4:14     |  |
| 4.             | "O Dia em Que Faremos Contato" (de O Dia em Que Faremos Contato) | Lenine, Bráulio Tavares         | 4:44     |  |
| 5.             | "Hoje Eu Quero Sair Só" (de O Dia em Que Faremos Contato)        | Lenine, Mu Chebabi, Caxa Aragão | 5:38     |  |
| 6.             | "O Marco Marciano" (de O Dia em Que Faremos Contato)             | Lenine, Bráulio Tavares         | 4:00     |  |
| 7.             | "O Homem dos Olhos de Raio X" (de Falange Canibal)               | Lenine                          | 3:32     |  |
| 8.             | "Relampiano" (de Na Pressão)                                     | Lenine, Paulinho Moska          | 4:38     |  |
| 9.             | "A Medida da Paixão" (de Na Pressão)                             | Lenine, Dudu Falcão             | 3:12     |  |
| 10.            | "Lavadeira do Rio" (de Falange Canibal)                          | Lenine, Bráulio Tavares         | 3:47     |  |
| 11.            | "Tubi Tupy" (de Na Pressão)                                      | Lenine, Carlos Rennó            | 5:30     |  |
| 12.            | "Rosebud (O Verbo e a Verba)" (de Falange Canibal)               | Lenine, Lula Queiroga           | 3:32     |  |
| 13.            | "É O Que Me Interessa" (de Labiata)                              | Lenine, Dudu Falcão             | 3:59     |  |
| 14.            | "Do It" (Ao Vivo) (de In Cité)                                   | Lenine, Ivan Santos             | 3:47     |  |
| Duração total: | Duração total:                                                   | Duração total:                  | 00:59:21 |  |